# Concrete
Concrete és el dissetè disc del grup anglès de pop electrònic Pet Shop Boys. Fou publicat al mes d'octubre de 2006, i constitueix el seu primer disc en directe, editat en format doble.
El concert va tenir lloc al Mermaid Theatre de Londres el dia 8 de maig del 2006, i va ser retransmès per la BBC. Els Pet Shop Boys van comptar amb la col·laboració de la BBC Concert Orchestra i d'artistes com Rufus Wainwright, Frances Barber o Robbie Williams (que va interpretar "Jealousy"), Trevor Horn i alguns dels seus cooperadors habituals, com Anne Dudley o Stephen Lipson. Els temes interpretats corresponen a una selecció de la discografia dels PSB, amb una presència més destacada de peces provinents del seu anterior disc, Fundamental.

## Temes

### 7243 8 79717 6 9

#### CD 1
1. Left to my own devices - 8:37
2. Rent - 3:56
3. You only tell me you love me when you're drunk - 3:31
4. The Sodom and Gomorrah Show - 5:33
5. Casanova in hell - 3:40
6. After all - 7:56
7. Friendly fire - 3:57
8. Integral - 4:01

#### CD 2
1. Numb - 5:03
2. It's alright - 5:03
3. Luna Park - 6:21
4. Nothing has been proved - 4:40
5. Jealousy - 5:57
6. Dreaming of the Queen - 5:28
7. It's a sin - 5:18
8. Indefinite leave to remain - 2:59
9. West End Girls - 4:55

## Dades
- Pet Shop Boys són Neil Tennant i Chris Lowe.
- Trevor Horn: director musical, baix i veus addicionals.
- The BBC Concert Orchestra (Nick Ingerman: director).
- Pete Gleadall: programacions.
- Anne Dudley: piano, sintetitzadors.
- Phil Palmer: guitarra.
- Steve Lipson: guitarra.
- Paul Robinson: Bateria.
- Lol Crème: Veus addicionals.
- Andy Caine: Veus addicionals.
- Lucinda Barry: Veus addicionals.
- Sylvia Mason-James: Veus addicionals.
- Sally Bradshaw: Veus d'òpera.
- Rufus Wainwright: Veu principal a "Casanova in hell".
- Frances Barber: Veu principal a "Friendly fire".
- Robbie Williams: Veu principal a "Jealousy".